# Mikroregion Týnecko
Mikroregion Týnecko je dobrovolný svazek obcí podle zákona v okresu Benešov, jeho sídlem je Týnec nad Sázavou a jeho cílem je celkový rozvoj mikroregionu. Sdružuje celkem 9 obcí a byl založen v roce 1999.

## Obce sdružené v mikroregionu
- Chleby
- Chrášťany
- Krhanice
- Lešany
- Bukovany
- Netvořice
- Václavice
- Týnec nad Sázavou
- Chářovice